# Đột biến rút tiền gửi
Đột biến rút tiền gửi (tiếng Anh: bank run) là hiện tượng những người gửi tiền vào một tổ chức tín dụng nào đó đồng loạt đến rút tiền của mình ra khỏi tổ chức đó gây ra rối loạn tài chính cho tổ chức tín dụng và đôi khi cho cả hệ thống ngân hàng.

## Nguyên nhân
Thông thường, lý do thôi thúc những người gửi tiền đổ xô đến rút tiền là việc mất lòng tin vào khả năng thanh toán của tổ chức tín dụng và lo lắng cho tài sản của mình gửi ở đó.
Tại một thời điểm nhất định, một tổ chức tín dụng thường không giữ nhiều tiền mặt và không thể lập tức thu hồi các khoản cho vay của mình, nên khi người gửi tiền đổ xô đến rút tiền thì tổ chức này trở nên mất khả năng thanh toán thực sự và thường phải ngừng giao dịch, thậm chí có thể phải tuyên bố phá sản. Điều này có thể gây ra những hoảng loạn ở người gửi tiền dẫn tới các bất ổn về trật tự chẳng hạn như tấn công, đập phá cơ sở giao dịch của tổ chức tín dụng.

## Hậu quả
Đột biến rút tiền gửi có khả năng lây lan. Nó có thể khiến những người cho tổ chức tín dụng bị phá sản cũng bị phá sản theo. Những tổ chức tín dụng khác cũng bị vạ lây khi đột nhiên người gửi tiền của mình thấy cảnh tổ chức tín dụng bị bank run mà lo lắng về tổ chức nơi mình gửi tiền và vội vã đi rút tiền của mình ra. Nhiều tổ chức tín dụng bị bank run sẽ khiến cho hệ thống ngân hàng bị khủng hoảng và điều này lại dẫn tới cả nền kinh tế bị khủng hoảng.

## Biện pháp ngăn ngừa
Để ngăn ngừa đột biến rút tiền gửi, thì biện pháp cơ bản là giám sát chặt chẽ và tăng cường sự ổn định của các tổ chức tín dụng, chẳng hạn như quy định mức dụ trữ tiền mặt đối với các tổ chức này. Ngoài ra, ngân hàng trung ương có thể đứng ra làm người cho vay cuối cùng, nghĩa là đảm bảo rằng sẽ cho vay ngắn hạn đối với tổ chức tín dụng gặp khó khăn để họ có thể thanh toán cho người rút tiền (thuật ngữ báo chí kinh tế gọi là "bơm tiền").
Việc đánh một khoản phí đối với việc rút tiền gửi có kỳ hạn trước kỳ hạn là một biện pháp điều chỉnh hành vi của người gửi tiền để hạn chế ý định rút tiền của họ. Việc thành lập hệ thống bảo hiểm tiền gửi với mục tiêu bù đắp một phần cho người gửi tiền bị mất mát cũng có tác dụng điều chỉnh hành vi của người gửi tiền.

## Trường hợp ở Việt Nam
Ngày 14 tháng 10 năm 2003, xuất hiện tin đồn rằng tổng giám đốc của Ngân hàng Thương mại Cổ phần Á Châu (ACB) bỏ trốn. Người gửi tiền tại ngân hàng này đã đổ xô đến đòi rút tiền gây ra bank run và nguy cơ lây lan ra toàn hệ thống ngân hàng thành phố và cả nước. Tình trạng khan hiếm tín dụng đã xuất hiện. Một loạt biện pháp đã được các cơ quan như Ủy ban Nhân dân Thành phố Hồ Chí Minh, Ngân hàng Nhà nước Việt Nam, cơ quan điều tra tiến hành để trấn an người gửi tiền và cứu được ngân hàng này khỏi đổ vỡ.